# Seismiciteit

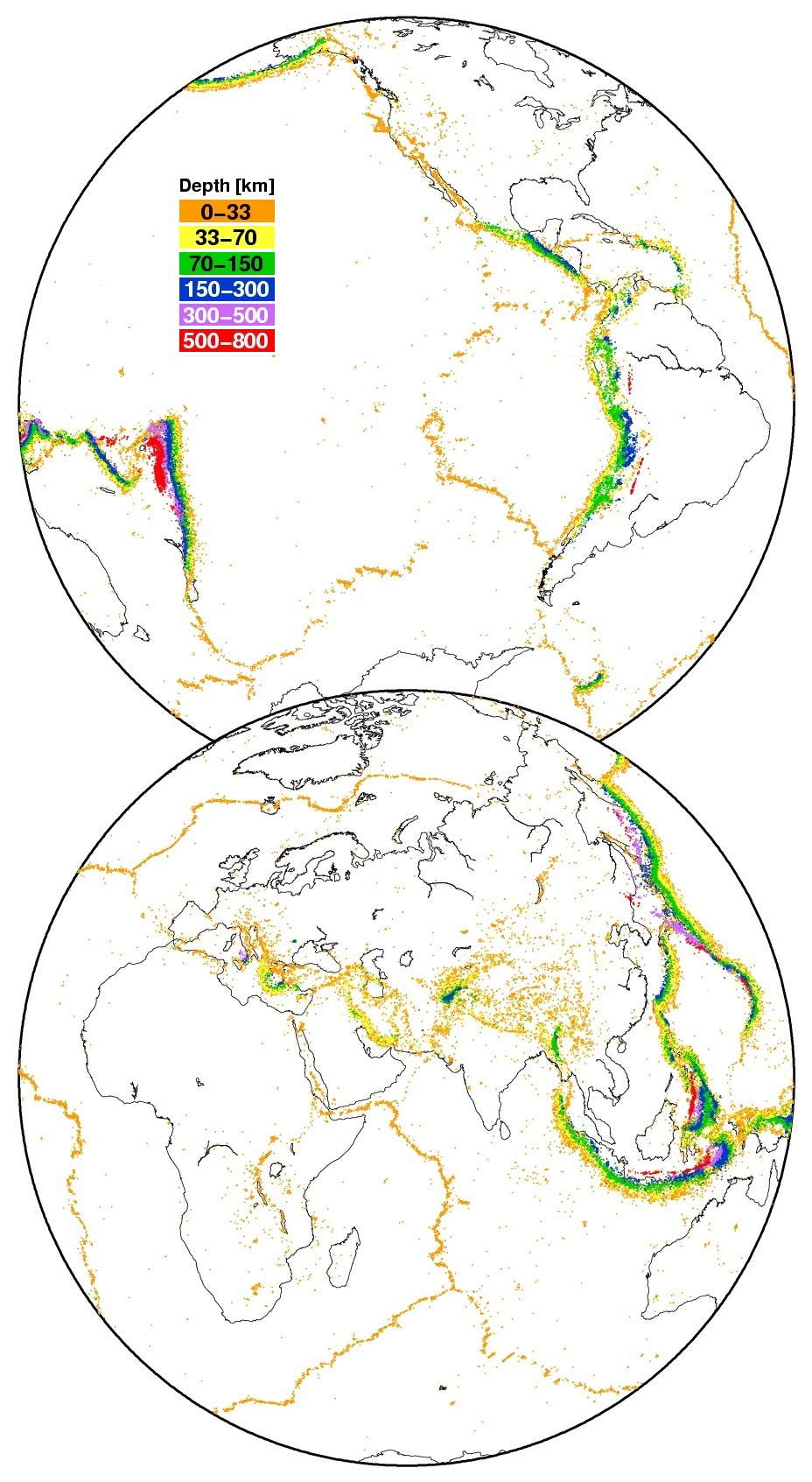
Kaart van seismiciteit in de wereld

Seismiciteit of seismische activiteit is een maat voor de veelvuldigheid en hevigheid waarmee op een bepaalde plaats aardbevingen voorkomen.
Seismiciteit is hoger in bergstreken dan in vlak land. Ze is het hoogst aan de grens van een tektonische plaat. Bekende plaatsen met hoge seismiciteit zijn Japan en San Francisco. Al naargelang de seismiciteit gelden andere bouwvoorschriften om gebouwen beter bestand tegen aardbevingen te ontwerpen.